# Hinxhill
Hinxhill är en by i civil parish Wye with Hinxhill, i distriktet Ashford, i grevskapet Kent, i England. Byn är belägen 19 km från Folkestone. Hinxhill var en civil parish fram till 1987 när blev den en del av Wye with Hinxhill och Mersham. Civil parish hade 43 invånare år 1961.